# Аманов, Батыр Амангелдиевич
Батыр Амангелдиевич Аманов - вице-премьер Туркменистана с 13 мая 2023 года.

## Биография
Родился в 1978 году в городе Ашхабад. 
С 1994 по 2000 г. работал в Ашхабадской типографии печатником и оператором компьютера. 
Окончил Туркменский политехнический институт в 2009-м году со степенью инженер-геодезиста. 
С 2009 по 2012 г. работал в тресте «Туркменёритенебитгазгурнама» государственного концерна «Туркменнебитгазгурлушык». С 2012 по 2013 г. работал в объединении «Туркменгазакдырыш» госконцерна «Туркменгаз». 
С 2013 по 2017 г. главный специалист отдела строительства трубопроводов госконцерна «Туркменнебитгазгурлушык» и временно исполнял обязанности начальника отдела. 
С 2017 по 2018 г. вр.и. о. заместителя начальника объединения «Туркменгазакдырыш» госконцерна «Туркменгаз», а с 2018 по 2019 занимал этот пост. Также занимал на должность заместителя председателя Государственного концерна «Туркменгаз» с 3 января 2018 г..
Со 2 сентября 2019 года до назначения на должность председателя «Туркменгаза» 3 июля 2020 года  генеральный директор Туркменбашинского комплекса нефтеперерабатывающих заводов.
Вице-премьер Туркменистана с 13 мая 2023 года.

## Награды
- Памятный знак Туркменистана «Magtymguly Pyragynyň 300 ýyllygyna» (10 декабря 2024 года) — учитывая большой личный вклад в изучение в эру Возрождения новой эпохи могущественного государства творческого наследия туркменского поэта-классика Махтумкули Фраги и его популяризацию в мире, в воспитание подрастающего молодого поколения в духе почитания национальных ценностей, традиций и обычаев нашего народа, сформировавшихся на протяжении веков, в воспитание качеств патриотизма, высокой нравственности, трудолюбия, гуманизма, храбрости и мужества, а также по случаю 300-летия со дня рождения Махтумкули Фраги[5]